# Cornel Buta
Pour les articles homonymes, voir Buta (homonymie).
Cornel Buta est un footballeur roumain né le 1er novembre 1977 à Găgești.

## Palmarès
- FC Brașov
  - Vainqueur du Championnat de Roumanie de 2e division en 1999.
- Dinamo Bucarest
  - Vainqueur du Championnat de Roumanie en 2000.
- Rapid Bucarest
  - Vainqueur du Championnat de Roumanie en 2003.